# Paulinho (Fußballspieler, 1989)
Paulo Roberto Gonzaga (* 26. Januar 1989 in Blumenau), auch bekannt als Paulinho, ist ein ehemaliger brasilianischer Fußballspieler.

## Karriere
Paulinho stand von 2008 bis 2010 bei den brasilianischen Vereinen Grêmio FBPA und CR Vasco da Gama unter Vertrag. Im Juli 2010 unterschrieb Paulinho einen Vertrag beim japanischen Zweitligisten Tochigi SC. Für Tochigi absolvierte er insgesamt 91 Zweitligaspiele. 2014 wurde er an den Erstligisten Kawasaki Frontale ausgeliehen. 2015 wechselte er zum Zweitligisten JEF United Ichihara Chiba. 2016 wurde er an den Erstligisten Shonan Bellmare ausgeliehen. Im Juni 2016 wurde er an den Zweitligisten Matsumoto Yamaga FC ausgeliehen. Nach der Ausleihe wurde er von Matsumoto Yamaga 2018 fest unter Vertrag genommen. 2018 wurde er mit dem Verein Meister der zweiten Liga und stieg in die erste Liga auf. Für Matsumoto absolvierte er insgesamt 102 Ligaspiele. 2020 wechselte er zum Zweitligisten Fagiano Okayama. Sein ehemaliger Verein Matsumoto Yamaga FC nahm ihn ab Anfang 2022 wieder unter Vertrag. Ende 2023 beendete er seine Karriere als Fußballspieler.

## Erfolge
Vasco da Gama
- Brasilianischer Zweitligameister: 2009

Matsumoto Yamaga FC
- Japanischer Zweitligameister: 2018